# Galaxia más brillante de cúmulo

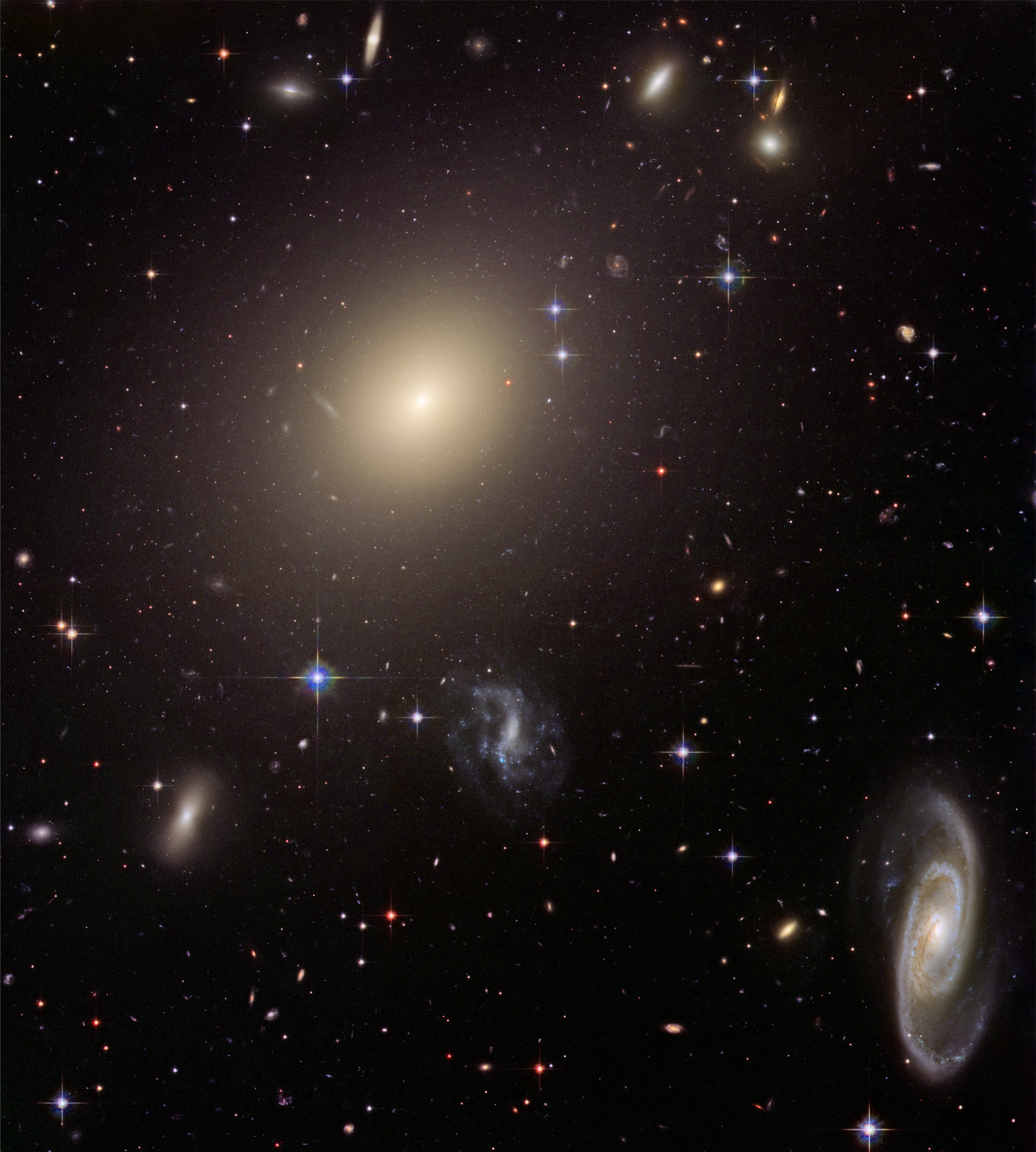
El cúmulo Abell S0740 en una imagen tomada por el Telescopio Espacial Hubble, situado a 450 millones de años luz en la dirección de la constelación del Centauro. La galaxia elíptica gigante ESO 325-G004, con una masa de 100 billones de veces la de nuestro Sol domina su centro.

Se define Galaxia más brillante de cúmulo (GBC) cómo la galaxia más brillante de un cúmulo de galaxias. En general suelen ser galaxias elípticas situadas cerca o en el centro dinámico o geométrico del cúmulo (es decir, en su fondo de potencial), y su posición suele coincidir con el punto dónde la emisión de rayos X del cúmulo es mayor.
Su gran brillo, unido a su poca variación en magnitud absoluta de una a otra, las hace excelentes para determinar las distancias en el Universo.
Los escenarios para su formación incluyen:
- Flujos de enfriamiento (Cooling flows en inglés), esto es formación estelar causada por enfriamiento del gas intergaláctico caliente presente en los cúmulos de galaxias y su acumulación en ciertas zonas del cúmulo. Diversos estudios ponen esta teoría en duda;[1][2] sin embargo, otros muestran que este escenario parece ser el responsable de la formación estelar que se puede apreciar en ciertas GBCs[3]

- Canibalismo galáctico, cuando las galaxias caen hacia el centro del cúmulo debido a la fricción dinámica con otras y pierden estrellas y gas por interacciones con otras galaxias.[4]

- Fusiones entre galaxias, producidas de manera rápida durante el colapso gravitatorio del cúmulo.[5] En la actualidad, este es considerado el más plausible.[6][7]

Las GBCs están divididas entre varios tipos, que incluyen galaxias elípticas gigantes y galaxias D y cD. Estas dos últimas están formadas por un gran halo difuso que rodea un núcleo similar a una galaxia elíptica normal.

## Ejemplos
M87, en el Cúmulo de Virgo, y NGC 1399 en el Cúmulo de Fornax son dos excelentes ejemplos de esta clase de galaxias.